# Emotionen
Emotionen ist das Debütalbum des deutschen Popsängers Joel Brandenstein. Es erschien am 31. März 2017 über das Label Starwatch Entertainment sowie in Zusammenarbeit mit Takeover MGMT.

## Hintergrund
Nachdem Joel Brandenstein über mehrere Jahre seine Songs im Eigenvertrieb veröffentlicht hatte, übernahm das Mettmanner Unternehmen Takeover MGMT das Management des Künstlers im Juli 2016. Am 25. November wurde bekannt gegeben, dass Brandenstein einen Künstlervertrag mit Starwatch Entertainment unterschrieben hat. Bereits einen Tag später wurde die Veröffentlichung des Albums angekündigt. Emotionen ist das erste Produkt der Kooperation zwischen Takeover MGMT und Starwatch Entertainment.
Die Texte und die Musik des Albums wurden von Joel Brandenstein in Zusammenarbeit mit Taka Chanaiwa geschrieben. Des Weiteren war Yuha Otshatshy an den Songtexten beteiligt. Brandenstein legte Wert darauf, die Texte selber zu schreiben, da es sich um ein „sehr persönliches Album“ handele, das Geschichten aus seinem Leben wiedergebe. Die Stimm-Aufnahmen erfolgten bei Freiemusik in Ratingen. Für die Aufnahmen der Instrumente waren Thies Neu von der Tonbrauerei Berlin sowie Kai Oliver Krug von Nautilus Music verantwortlich. Joel Brandenstein legte Wert darauf, anstelle synthetisch produzierter Sounds ausschließlich Instrumente einspielen zu lassen.
Taka Chanaiwa spielte für das Album Akustik-Gitarre, E-Gitarre und Piano. Auch Sebastian „Ray“ Strahl spielte Piano ein. Kai Oliver Krug trat als Background-Sänger in Erscheinung und spielte Bass, E-Gitarre und Piano. Des Weiteren übernahm Krug die Streicherarrangements. Eingespielt wurden die Streicher vom Nayon Han Ensemble. Während Nayon Han Cello spielte, steuerten Ikki Opitz und Elias Schödel Violinen bei. Michael Grabinger und Lars Friedrich übernahmen das Schlagzeug. Grabinger wurde zudem an den Percussion eingesetzt. Außerdem spielte Ronith Mues Harfe ein.

## Titelliste

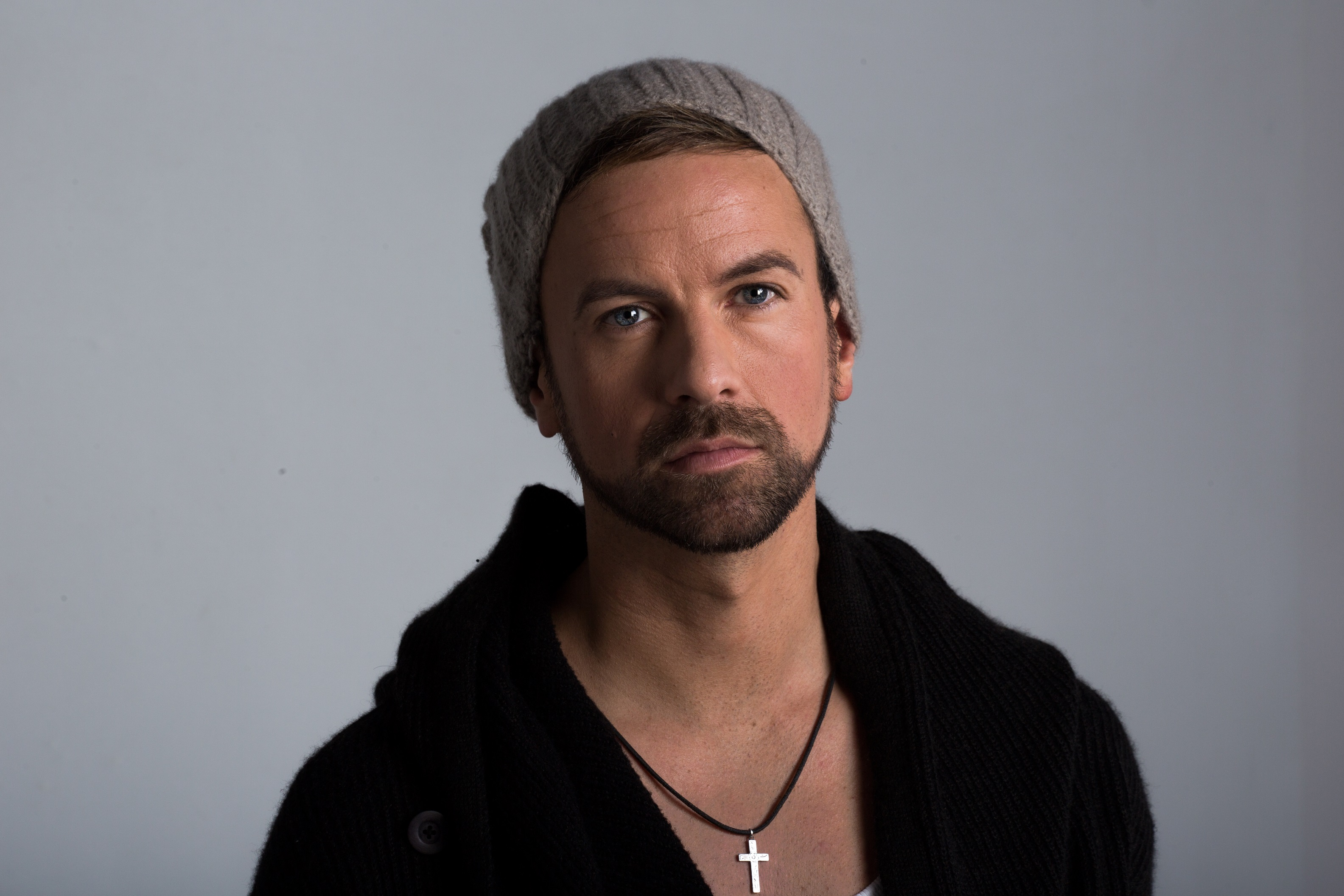
Joel Brandenstein (2017)

1. Immer nur Du – 3:40
2. Zeitmaschine – 3:12
3. Farbenmeer – 4:01
4. Polaroid – 4:07
5. Willkommen – 3:52
6. Schwarzweiss – 3:16
7. Einer liebt immer mehr – 3:59
8. Fehlerfrei – 3:49
9. Graue Stadt – 3:14
10. Anker – 3:45
11. Blindflug – 3:39
12. Ebbe & Flut – 3:55

Zusatz-EP Keller Akustik der Premium-Box
1. Kalter Regen
2. Unsere Jahre
3. Treibsand
4. Mayday
5. Bei dir
6. Ein Wort reicht

## Versionen
Emotionen erschien in einer Standard-Version sowie als Box-Set. Die Box enthält neben dem Album eine Mütze, ein Autogramm des Sängers sowie einen 4 GB umfassenden USB-Stick, auf dem Audio-, Bild- und Videodateien zu Brandenstein gespeichert sind. Des Weiteren findet sich die EP Keller Akustik in der Premium-Box.

## Vermarktung

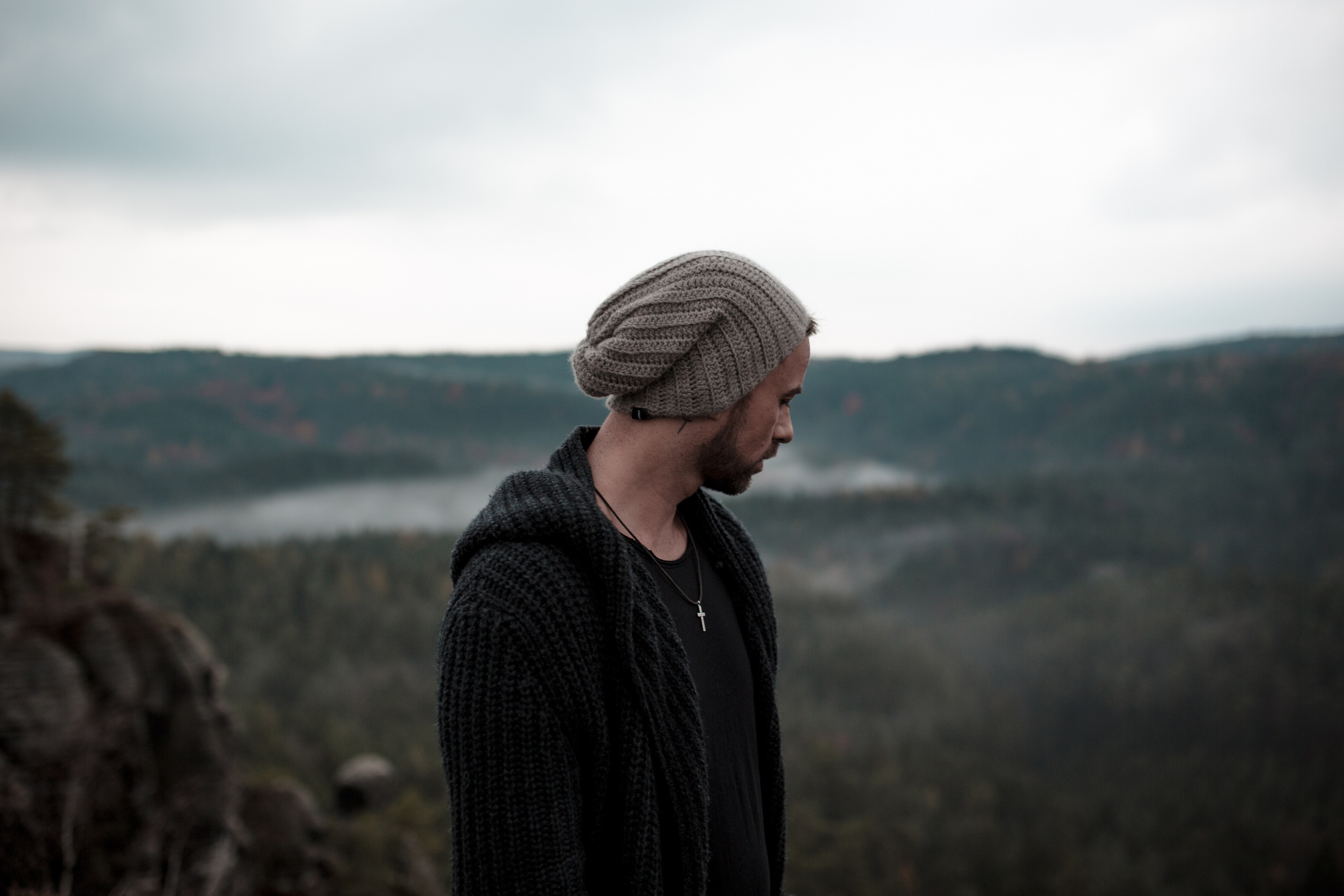
Joel Brandenstein im Ankündigungsvideo zum Album

Emotionen wurde Ende November 2016 in Form eines Promotion-Videos angekündigt. Mitte Dezember 2016 erschien mit Polaroid das erste Musikvideo zum Album. Dieses war unter der Regie von Marvin Ströter entstanden. Am 12. Februar 2017 folgte das zweite Video Zeitmaschine. Anfang März wurde die visuelle Umsetzung des Songs Farbenmeer veröffentlicht. Wie im Falle der beiden vorherigen Musikvideos war Marvin Ströter für die Regie verantwortlich. Farbenmeer wurde auf den Fernsehsendern ProSieben, SAT.1, kabel eins, Sixx und Sat.1 Gold des Unternehmens ProSiebenSat.1 Media ausgestrahlt.

## Rezeption

### Erfolg
Brandensteins Debütalbum stieg auf Platz 1 der deutschen Charts ein. In Österreich erreichte Emotionen Rang 8, in der Schweiz Rang 16.

### Kritik
Emma Schmidt bezeichnet das Album in einer Rezension als „akzeptabel.“ Joel Brandensteins Geschichte vom Industriekaufmann zum erfolgreichen Musiker komme „einem modernen Märchen gleich.“ Die Hauptthemen auf Emotionen seien Liebe und „Herzschmerz“. Brandenstein leide, trauere und wünsche „sich eine Zeitmaschine, damit er seine Fehler wiedergutmachen“ könne. Die „Balladen-Dichte“ sei dementsprechend sehr hoch und die Stücke seien „mal dramatisch (‚Polaroid‘), dann wieder sanft mit Streichern verziert (‚Willkommen‘).“ Zudem streue Brandenstein die „eine oder andere Upbeat-Nummer ein.“ Neben den Streichern sei auf den Songs vor allem das Klavier präsent. Diese „einfachen Klaviermelodien“ stellen „dann auch das Beste an der Platte“ dar.
Die E-Zine Laut.de bewertete Emotionen mit einem von möglichen fünf Punkten. Aus Sicht des Redakteurs Sven Kabelitz verfüge „Joel Brandensteins Tchibo-Musik […] über die Variationsmöglichkeiten eines Steins.“ Der Sänger presse seine „ohne Nachklang ausgestattete Stimme kratzig zwischen den Stimmbändern hervor“, um „möglichst unverfälscht zu klingen.“ Auf diesem Weg solle „Authentizität per Inszenierung entstehen“, was ein „weit verbreiteter Irrglaube“ darstelle. Des Weiteren kritisiert Kabelitz, dass „jedes der zwölf Lieder, zehn davon getragene Balladen, […] auf dieselbe Weise“ beginne. Zunächst heuchele ein „einsames, verhaltenes Klavier […] Intimität.“ Anschließend steige „Brandenstein zaghaft mit seinem Gesang ein“, gefolgt von Drums, die „letztendlich zum Refrain“ führen. Brandenstein biete zusammengefasst „austauschbaren Dienstleistungs-Schlager mit nichtssagenden Gefühlsbausätzen.“